# اویمیلیپس
اویمیلیپس (انگلیسی: Eumillipes) سرده‌ای از هزارپاییان است که شامل یک گونه منفرد به نام پرسفون است که در گلدفیلدهای شرقی استرالیای غربی یافت شده‌است. این گونه که یک هزار و ۳۰۶ پا دارد در عمق ۶۰ متری یک سوراخ در استرالیا کشف شد. طول این هزارپا با رنگ روشن حدود ۹۵ میلی‌متر و پهنای آن حدود ۰٫۹۵ میلی‌متر است. این هزارپا سری مخروطی شکل، دهانی منقاری شکل و شاخک‌هایی بزرگ دارد.